# Yumeha
Yumeha (jap. 夢華).  Bardzo rzadkie japońskie imię żeńskie. Pierwszy znak Yume (夢) znaczy „sen”. Drugi znak Hana (華) znaczy kwiat lub płatek.  Istnieje też podobne imię, tak samo pisane (夢華) ale czytane jako „Yumeka”.